# Marco Antonio Covarrubias Aguayo
Marco Antonio Covarrubias Aguayo (n. Cofradía, Jalisco; 13 de junio de 1988), conocido en el fútbol como toni, en la actualidad juega en el equipo mexicano de liga de ascenso de los Leones Negros de la Universidad de Guadalajara. Su posición es delantero ha anotado 2 goles y es considerado el goleador del equipo de Leones negros en el torneo bicentenario.

## Participación
Lleva un total de 11 partidos con 623 min. En total. Sus goles han sido contra los equipos Guerreros F.C. de Hermosillo y Alacranes de Durango. Jugó en tecos tercera segunda división hasta llegar a  primera división. Permaneció en tecos del 2005 hasta el 2009 hasta que fue prestado al club leones negros.